# Sach Khand
Sach Khand qui signifie le Royaume de la Vérité est un concept du sikhisme qui désigne le dernier stage de l'ascension spirituelle d'un humain. Cet état est le temps où la Vérité est dévoilée, l'illumination atteinte, la mukti  donnée, par la Grâce des Gurus et la méditation tel simran. Les chrétiens parleraient de paradis.
L'humain à ce stade réalise l'unité avec Dieu. Dieu est d'ailleurs décrit comme[Où ?] : Le Sans Forme.

Page 8 du Guru Granth Sahib, le livre saint des sikhs, Guru Nanak, le gourou fondateur du sikhisme parle de cet état:
ਨਾਨਕ  ਕਥਨਾ  ਕਰੜਾ  ਸਾਰੁ  ॥੩੭॥
soit:
« O Nanak, décrire cela est aussi dur que l'acier ! | | 37 | | » 